# Gyenesdiás
Gyenesdiás is een plaats (nagyközség) en gemeente in het Hongaarse comitaat Zala. Gyenesdiás telt 2934 inwoners (2001).